# Línea Flushing
La Línea Flushing es una ruta de metro del sistema de Metro de la Ciudad de Nueva York, operado como parte de la División IRT y designado para las rutas de los servicios 7. Opera desde Flushing en Queens hacia el Calle 34 en Manhattan, con los trenes de los servicios locales  (al igual que los servicios de horas pico <7> en las vías congestionadas), el color púrpura es mostrado en los letreros de la línea, los mapas del Metro de Nueva York y los letreros de las rutas colocados en la parte lateral y frontal de los vagones del metro de Nueva York. Antes de que la lincea se construyera hasta Flushing, era conocida como la línea Corona o Woodside and Corona Line. Antes de la suspensión de los servicios del BMT en 1949, la parte de la línea Flushing entre el Calle 34 y Queensboro Plaza era conocida como la línea Queensboro. Los trenes expresos operan hacia Manhattan desde las 06:30 hasta las 12:30 (6:30 a. m. a 12:30 p. m. ET ) y desde Manhattan de las 12:30 a las 22:00 (12:30 p. m. a 10:00 p. m. ET). Algunos trenes expresos operan especialmente para los juegos de los New York Mets y el Abierto de Estados Unidos.

## Diversos pasajeros y reconocimiento nacional
La línea de 8 millas (12.9 km) opera a través de una de las áreas étnicamente más diversas en el mundo. La terminal de la línea Flushing está localizada entre un barrio Chino y un barrio coreano, durante un tiempo, la línea ganó el apodo de, la Orient Express u Oriental Expreso por el famoso tren París-Estambul. Ahora tiene el apodo de la "International Express" o Expresa Internacional debido a la diversidad de la población de las comunidades en la que opera. También es famosa por ser el tren oficial de los New York Mets y el Abierto de Estados Unidos (tenis) ya que ambas están localizadas en la estación Willets Point–Estadio Shea, en la cual pasa por el Citi Field, Estadio Louis Armstrong y el Estadio Arhur Ashe en Flushing Meadows-Corona Park. La línea también opera en la Pequeña India en el barrio de Jackson Heights y el P.S.1 Contemporary Art Center en Long Island City.
En 1999, la línea Flushing fue designada como National Millennium Trail (junto con la Appalachian Trail y otras 14) por el programa en conjunto con el Consulado del Milenio de la Casa Blanca, el Departamento de Transporte de los Estados Unidos, y el Rails-to-Trails Conservancy.  Fue escogida para representar a la experiencia del inmigrante, y porque la línea Flushing ha sido usada continuamente como una ruta de transporte desde el siglo XVII.
También en 1999, el lanzador de béisbol John Rocker de los Atlanta Braves fue citado por Sports Illustrated en decir:
La Ciudad de Nueva York es la más agitada. imagínense tener que tomar 7 trenes para ir al ballpark, mirando como si estuviesen viajando hacia Beirut y viendo a niños con el cabello púrpura y otros homosexuales con sida junto a un sujeto que acaba de salir de la prisión por cuarta vez, y junto con una mamá de veinte años con cuatro niños. Es deprimente."
Cuando quedó claro que era grave lo que dijo Rocker, los fanes de los New York Mets— en todo el país — abucheaban a Rocker constantemente.
La línea Flushing tiene varios de tipo de arquitectura, que van desde vigas de acero, estructuras elevadas hasta un viaducto de  europeo. Las estaciones subterráneas tienen unos diseños únicos, como la estación Avenida Hunters Point, en la cual es de estilo italiano y la Calle 42–Grand Central, que es un único tubo redondo similar a una estaciona del Subterráneo de Londres.

## Futura extensión en Manhattan
La línea RT Flushing se extenderá hacia el oeste y el sur de Manhattan, con una fecha prevista de finalización para el 2013. Las nuevas terminales occidentales serán en la Calle 34 y la 11.ª Calle, con dos nuevas estaciones: una cerca de la Calle 41 y la Décima Avenida, y una para servir al Jacob Javits Convention Center en la Calle 34 y la Decimoprimera Avenida. La construcción empezó a finales de 2007.

## Lista de estaciones
| Leyenda de la estación de servicio                       | Leyenda de la estación de servicio                       |
| -------------------------------------------------------- | -------------------------------------------------------- |
| Hace paradas todo el tiempo                              | Paradas todo el tiempo                                   |
| Hace paradas todo el tiempo                              | Paradas todo el tiempo excepto a altas horas de la noche |
| Hace paradas en las noches y días de semanas             | Paradas sólo en la noche y fin de semanas                |
| Hace paradas sólo los días de semana                     | Paradas en días de semana                                |
| Hace paradas en horas pico en direcciones congestionadas | Paradas horas pico o vías congestionadas                 |
| Detalles del periodo de tiempo                           |                                                          |

| Acceso para discapacitados | Estación                         | Vías    | Servicios | Apertura               | Transferencias y notas |
| -------------------------- | -------------------------------- | ------- | --------- | ---------------------- | --- |
| Acceso para discapacitados | Flushing–Calle Main              | siempre | 7 <7>     | 21 de enero de 1928    | LIRR en la Flushing Main Street originalmente Main Street |
|                            | Mets–Willets Point               | siempre | 7 <7>     | 21 de enero de 1928    | LIRR en el Estadio Shea originalmente Willets Point Boulevard |
|                            | Calle 111                        | local   | 7         | 21 de enero de 1928    | |
|                            | Calle 103–Corona Plaza           | local   | 7         | 21 de abril de 1917    | originalmente Avenida Alburtis |
| Acceso para discapacitados | Junction Boulevard               | siempre | 7 <7>     | 21 de abril de 1917    | originalmente Avenida Junction |
|                            | Calle 90–Avenida Elmhurst        | local   | 7         | 21 de abril de 1917    | originalmente Avenida Elmhurst |
|                            | Calle 82–Jackson Heights         | local   | 7         | 21 de abril de 1917    | originalmente Calle 25–Jackson Heights |
| Acceso para discapacitados | Calle 74–Broadway                | local   | 7         | 21 de abril de 1917    | E F M R (Línea Queens Boulevard en Jackson Heights–Avenida Roosevelt) originalmente Broadway |
|                            | Calle 69                         | local   | 7         | 21 de abril de 1917    | originalmente Avenida Fisk |
| Acceso para discapacitados | Woodside–Calle 61                | siempre | 7 <7>     | 21 de abril de 1917    | LIRR en Woodside originalmente Woodside |
|                            | Calle 52                         | local   | 7         | 21 de abril de 1917    | originalmente Avenida Lincoln |
|                            | Calle 46–Calle Bliss             | local   | 7         | 21 de abril de 1917    | originalmente Calle Bliss |
|                            | Calle 40–Calle Lowery            | local   | 7         | 21 de abril de 1917    | originalmente Calle Lowery |
|                            | Calle 33–Calle Rawson            | local   | 7         | 21 de abril de 1917    | originalmente Calle Rawson |
|                            | Queensboro Plaza                 | ambas   | 7 <7>     | 5 de noviembre de 1916 | N W (Línea Astoria) |
| Acceso para discapacitados | 45th Road–Court House Square     | ambas   | 7 <7>     | 5 de noviembre de 1916 | sólo con MetroCard- transferencia hacia la G (línea Crosstown en Long Island City–Court Square) sólo con MetroCard- transferencia hacia la E M (línea Queens Boulevard en la Calle 23–Avenida Ely)                                                      |
|                            | Avenida Hunters Point            | siempre | 7 <7>     | 15 de febrero de 1916  | LIRR en la Avenida Hunterspoint originalmente 49.ª Avenida |
|                            | Vernon Boulevard–Avenida Jackson | ambas   | 7 <7>     | 22 de junio de 1915    | LIRR en Long Island City |
| Acceso para discapacitados | Grand Central                    | siempre | 7 <7>     | 22 de junio de 1915    | 4 5 6 <6> (línea de la Avenida Lexington) S (IRT 42nd Street Shuttle) Ferrocarril Metro-North en la Terminal Grand Central |
|                            | Quinta Avenida–Bryant Park       | siempre | 7 <7>     | 22 de marzo de 1926    | B D F M (línea de la Sexta Avenida en la Calle 42–Bryant Park) |
| Acceso para discapacitados | Times Square                     | siempre | 7 <7>     | 14 de marzo de 1927    | N Q R W (línea Broadway) 1 2 3 (línea de la Séptima Avenida y Broadway) A C E (línea de la Octava Avenida en la Calle 42–Terminal de Autobuses de la Autoridad Portuaria) S (Transbordo de la Calle 42) Terminal de Autobuses de la Autoridad Portuaria |
| Acceso para discapacitados | 10.ª Avenida                     |         |           | estación futura        | (los planes actuales es construir una plataforma en forma de concha en la 10.ª Ave) |
| Acceso para discapacitados | Calle 34                         | siempre | 7 <7>     |                        | |